# Biton betschuanicus
Biton betschuanicus är en spindeldjursart som först beskrevs av Kraepelin 1908.  Biton betschuanicus ingår i släktet Biton och familjen Daesiidae. Inga underarter finns listade.